# Leadville North
Leadville North es un lugar designado por el censo ubicado en el condado de Lake en el estado estadounidense de Colorado. En el Censo de 2010 tenía una población de 1.794 habitantes y una densidad poblacional de 271,74 personas por km².

## Geografía
Leadville North se encuentra ubicado en las coordenadas 39°15′38″N 106°18′40″O / 39.26056, -106.31111. Según la Oficina del Censo de los Estados Unidos, Leadville North tiene una superficie total de 6.6 km², de la cual 6.6 km² corresponden a tierra firme y (0%) 0 km² es agua.

## Demografía
Según el censo de 2010, había 1.794 personas residiendo en Leadville North. La densidad de población era de 271,74 hab./km². De los 1.794 habitantes, Leadville North estaba compuesto por el 83.67% blancos, el 0.72% eran afroamericanos, el 1% eran amerindios, el 0.22% eran asiáticos, el 0.06% eran isleños del Pacífico, el 11.26% eran de otras razas y el 3.07% pertenecían a dos o más razas. Del total de la población el 33.5% eran hispanos o latinos de cualquier raza.